# Call of Duty 3

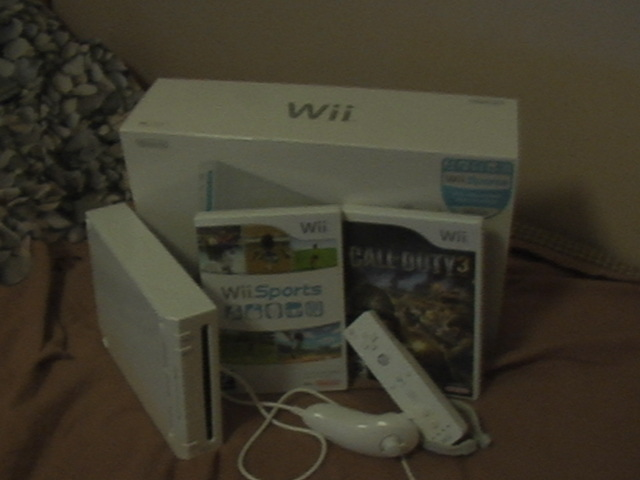
Konzole Nintento Wii s Call of Duty 3.

Call of Duty 3 (zkratka CoD 3) je třetí díl 3D akčních her ze série Call of Duty z prostředí 2. světové války. Hráč poprvé nehraje jako klasicky za Američany, Brity a Rusy, ale za Američany, Brity, Kanaďany a Poláky proti Němcům. Vývojáři hry jsou Treyarch a Pi Studios, vydavatelem společnost Activision. Je to zatím jediná hra ze série Call of Duty, která nevyšla pro PC.

## Vývoj
Call of Duty 3 bylo odhaleno na konferenci E3 2006. Bylo odhaleno, že studio Treyarch vytváří novou hru ze série Call of Duty a hra by měla vyjít ještě ten samý rok. Bylo oznámeno, že hra bude dostupná pro PlayStation 3, Wii, Xbox 360 a bude běžet na vlastním enginu Treyarchu, NGL.